# Poroti
Poroti  est une localité de la région du Northland, dans l'île du Nord de la Nouvelle-Zélande.

## Situation
La ville de Titoki est à environ 7 km vers l’ouest et celle de Maungatapere est à environ 8 km à l’est , .

## Activité économique
Autour de la ville de Poroti se trouvent de nombreux vergers, où poussent des avocats. 
Il y a aussi de nombreuses fleurs, qui y fleurissent et en particulier les opérations de croissance de Sandersonia ou lanterne chinoise, arum blanc ou calla lilies, des orchidées et des Hydrangea ou Hortancias pour les marchés de l’exportation tout autour du monde.

## Éducation
L’école de Poroti  est une école mixte, assurant tout primaire, allant de l'année 1 à 8 avec un taux de décile de 6 et un effectif de 37 élèves.
L’école a tenu la réunion de son 125 e anniversaire en 2004.